# Stanisław Żuk (polityk)
Stanisław Adam Żuk (ur. 1 października 1954 w Plinkajmach) – polski inżynier, menedżer w przemyśle wydobywczym i energetycznym, polityk i samorządowiec, poseł na Sejm IX kadencji.

## Życiorys
Z wykształcenia magister inżynier górnictwa, absolwent Akademii Górniczo-Hutniczej w Krakowie. Ukończył również studia podyplomowe na kierunku menedżerskim. W 1974 podjął pracę w Kopalni Węgla Brunatnego Turów w Bogatyni, początkowo jako robotnik. Stopniowo awansował, w 1999 został tymczasowym kierownikiem kopalni. W latach 2000–2010 był prezesem zarządu, później do 2013 dyrektorem oddziału. Od 2004 do 2018 kierował Związkiem Pracodawców Porozumienia Producentów Węgla Brunatnego. Został również wiceprezesem zarządu przedsiębiorstwa PGE Górnictwo i Energetyka Konwencjonalna.
Od lat 90. związany z samorządem terytorialnym. W latach 1994–1998 był radnym miejskim w Zawidowie i delegatem do Sejmiku Samorządowego Województwa Jeleniogórskiego. W 1998 z ramienia Akcji Wyborczej Solidarność został wybrany na radnego Sejmiku Województwa Dolnośląskiego I kadencji, w którym zasiadał do 2002. W latach 2002–2018 był radnym powiatu zgorzeleckiego, pełnił funkcje przewodniczącego rady tego powiatu. Mandat radnego uzyskiwał kolejno z ramienia KWW Porozumienie Prawicy (2002), Prawa i Sprawiedliwości (2006) oraz Platformy Obywatelskiej (2010, 2014). W 2015 ponownie związał się z PiS. W 2018 nie kandydował w wyborach samorządowych.
W wyborach parlamentarnych w 2019 kandydował do Sejmu z okręgu nr 1 (Legnica) jako przedstawiciel ruchu Kukiz’15 na liście Polskiego Stronnictwa Ludowego. Został wybrany na posła IX kadencji, otrzymując 7694 głosy. W grudniu 2020 wraz z innymi posłami Kukiz’15 znalazł się poza klubem parlamentarnym Koalicji Polskiej, stając się posłem niezrzeszonym. W lutym 2021 został członkiem nowo powołanego koła poselskiego Kukiz’15 – Demokracja Bezpośrednia. W wyborach w 2023 nie uzyskał poselskiej reelekcji, kandydując z listy PiS.

## Odznaczania i wyróżnienia
- Krzyż Kawalerski Orderu Odrodzenia Polski (2012)[13][14]
- Złoty Krzyż Zasługi (2001)[15]
- Srebrny Krzyż Zasługi (1997)[16]
- Medal 100-lecia Odzyskania Niepodległości[1]
- Tytuł honorowego obywatela Zawidowa[2]

## Życie prywatne
Syn Wacława i Jadwigi. Żonaty, ma córkę i dwóch synów. Zamieszkał w Zawidowie.